# 1379 en santé et médecine
| Années de la santé et de la médecine : 1376 - 1377 - 1378 - 1379 - 1380 - 1381 - 1382    |
| Décennies de la santé et de la médecine : 1340 - 1350 - 1360 - 1370 - 1380 - 1390 - 1400 |

Cet article présente les faits marquants de l'année 1379 en santé et médecine.

## Événements
- 28 novembre  : en confirmant la fondation en 1350 par Pierre III, roi d'Aragon et comte de Barcelone, de l'université de Perpignan, où l'art de guérir est d'ailleurs enseigné dès l'origine, le pape Clément VII la dote d'une faculté de médecine[1],[2].
- Premiers statuts conservés de la confrérie des chirurgiens, ceux de Jean Pitard ayant été perdus[3],[4].
- Lors de la révolte de Montpellier contre le duc d'Anjou, les écoliers en médecine se réfugient provisoirement à Orange, où leur art est déjà enseigné, mais qui n'obtient pas pour autant la création d'une université de médecine dans ses murs[5].
- Fondation d'une bourse de médecine au collège de Cornouailles, à Paris, par Jean de Guistry, médecin de Charles V[6].

## Publication
- Jean de Brie rédige à la demande du roi Charles V un traité de bergerie qui porte sur l'élevage, mais qui est aussi le premier connu à développer une véritable médecine vétérinaire du mouton[7].

## Décès
- 24 novembre : Jean de Guistry (né vers 1315-1320[8]), médecin des rois de France Jean II et Charles V, de Jeanne de Savoie, duchesse de Bretagne, et d'Amaury de Craon ; et connu comme bienfaiteur et restaurateur du collège de Cornouailles à Paris[9].
- 1378-1379 : Roch de Montpellier (né vers 1350), médecin et thaumaturge français, canonisé par l'Église catholique, patron des chirurgiens, dermatologues et apothicaires, invoqué contre de nombreuses maladies[10],[11].